# Under Attack (Destruction)
Under Attack è il tredicesimo album in studio del gruppo musicale thrash metal tedesco Destruction.

## Tracce
1. Under Attack – 6:13
2. Generation Nevermore – 4:04
3. Dethroned – 4:50
4. Getting Used to the Evil – 6:08
5. Pathogenic – 4:27
6. Elegant Pigs – 3:40
7. Second to None – 5:11
8. Stand Up for What You Deliver – 4:20
9. Conductor of the Void – 4:33
10. Stigmatized – 4:12

1. Black Metal (cover dei Venom) – 3:14
2. Thrash Attack (Ri-registrazione) – 2:58

## Formazione
- Marcel "Schmier" Schirmer – basso, voce
- Mike Sifringer – chitarra
- Vaaver – batteria, voce